# Jerucham Zeisel
Jerucham Zeisel (hebrejsky: ירוחם צייזל, Jerucham Cajzl, žil 1909 – 1987) byl izraelský politik a starosta města Haifa.

## Biografie a politická dráha
Narodil se v obci Brenov v Haliči, kde byl vychován v sionistické rodině a už v mládí byl členem levicové mládežnické organizace ha-Šomer ha-ca'ir a jako předák přípravného kolektivu sionistických průkopníků he-Chaluc. V roce 1932 přesídlil do tehdejší mandátní Palestiny, kde se usadil v kibucu Ejn ha-Mifrac. Pracoval také jako nosič v Haifském přístavu a pomáhal s meliorací močálů v údolí při řece Nachal Na'aman. Roku 1933 se přestěhoval do nedaleké Haify a začal pracoval jako elektrikář pro firmu Israel Electric Corporation. Od roku 1936 působil v židovských jednotkách Hagana a angažoval se v odborech. Od roku 1936 žil v Kirjat Chajim (dnes předměstí Haify).
Od roku 1961 byl volen za člena městské samosprávy v Haifě, v roce 1969 se stal místostarostou. Poté, co zemřel starosta Moše Flimann, zastával krátkodobě post úřadujícího starosty, dokud nebyl zvolen Josef Almogi. Ten ale roku 1975 odešel na posty v Židovské agentuře a odborové centrále Histadrut. Tehdy se Zeisel stal starostou Haify. Za jeho úřadování započalo budování nábřežní promenády Bat Galim. Po odchodu z postu starosty byl roku 1979 zvolen jako předseda samosprávného výboru čtvrtě Kirjat Chajim nadané vysokou mírou autonomie, přičemž tento post zastával až do své smrti.